# Банбершајд
Банбершајд (њем. Bannberscheid) општина је у њемачкој савезној држави Рајна-Палатинат. Једно је од 192 општинска средишта округа Вестервалд. Према процјени из 2010. у општини је живјело 607 становника. Посједује регионалну шифру (AGS) 7143003.

## Географски и демографски подаци
Банбершајд се налази у савезној држави Рајна-Палатинат у округу Вестервалд. Општина се налази на надморској висини од 260 метара. Површина општине износи 1,9 km². У самом мјесту је, према процјени из 2010. године, живјело 607 становника. Просјечна густина становништва износи 323 становника/km².